# Конституционный референдум в Кыргызстане (апрель 2021)
Конституционный референдум в Кыргызстане прошёл 11 апреля 2021 года. В этот же день, 11 апреля 2021 года, в стране также состоялись выборы в местные органы власти.
Согласно новой конституции, Кыргызстан перестал быть парламентско-президентской республикой (смешанной республикой) и приняла президентскую форму правления.
В проекте новой Конституции говорится, что один и тот же президент Кыргызстана может возглавлять страну не более двух пятилетних сроков. Согласно действующей на тот момент Конституции Кыргызстана, глава государства избирается сроком на шесть лет, но не может избираться дважды.
В новом варианте Конституции также предусмотрено значительное усиление президентских полномочий. В частности, президент получил право определять структуру и назначать состав кабинета министров, а также руководителей региональных администраций. В случае положительного результата плебисцита глава государства смог единолично назначать дату парламентских выборов или вводить режим чрезвычайного положения.
В соответствии с проектом Конституции, в Кыргызстане также было ликвидировано правительство, вместо которого был учреждён Кабинет министров во главе с руководителем президентской администрации. В проекте указано, что структура и состав кабинета министров определяются президентом, деятельность правительства во главе с премьером обеспечивается администрацией президента. Глава правительства в свою очередь возглавляет администрацию президента. Также был создан народный курултай (съезд), участники которого получили право законодательной инициативы. Почти вдвое сократилось число депутатов Жогорку Кенеша, часть которых стали избираться не только по партийным спискам, но и в одномандатных округах. В проекте новой Конституции также было предложено вывести Конституционную палату из состава Верховного суда, образовав Конституционный суд Кыргызстана.

## История
После парламентских выборов 2020 года в октябре 2020 года начались протесты, которые привели к отставке президента Сооронбая Жээнбекова. В январе 2021 года наряду с президентскими выборами был проведён референдум о форме правления, на котором избирателей спросили, предпочтут ли они президентскую систему, парламентскую или выступят против обеих. Чуть более 84 % проголосовали за президентскую систему. Также на президентских выборах был избран Садыр Жапаров.
На референдуме 10 января 2021 года большинство проголосовавших граждан выбрали президентскую форму правления. После рассмотрения парламентом разработанного Конституционным совещанием проекта Конституции документ был вынесен на референдум.
8 февраля 2021 года президент Кыргызстана Садыр Жапаров подписал указ о проведении по проекту Закона «О Конституции Кыргызской Республики».
9 февраля 2021 года был обнародован проект новой Конституции. Он был размещён на сайте парламента.
11 марта 2021 года 94 из 120 депутатов Жогорку Кенеша в окончательном третьем чтении одобрили законопроект, предусматривающий проведение референдума по вопросу принятия новой Конституции страны 11 апреля.
12 марта 2021 года президент Садыр Жапаров подписал Закон «О назначении референдума (всенародного голосования) по проекту Закона „О Конституции Кыргызской Республики“». Согласно Закону, референдум был назначен на всей территории государства на 11 апреля 2021 года, воскресенье.
12 апреля 2021 года члены миссии Шанхайской организации сотрудничества заявили, что это мероприятие прошло свободно и демократично. Сенаторы России принимали участие в наблюдении за референдумом по Конституции Кыргызстана.
5 мая 2021 года новая конституция вступила в силу.

## Результаты
| Выбор                             | Голосов   | %         | %     |
| --------------------------------- | --------- | --------- | ----- |
| Распределение голосов             |           |           |       |
| За                                | 1 048 660 | 85,25     | 85,25 |
| Против                            | 181 370   | 14,75     | 14,75 |
| Бюллетени                         |           |           |       |
| Число действительных бюллетеней   | 1 230 030 | 93,08     | 93,08 |
| Число недействительных бюллетеней | 91 472    | 6,92      | 6,92  |
| Явка                              | 1 322 124 | 36,66     | 36,66 |
| Число избирателей                 | 3 606 201 | 3 606 201 | 100   |
| Источник: ЦИК                     |           |           |       |